# 井坂和香子
井坂和香子（いさか わかこ、1980年 - ）は日本の弁護士。

## 来歴
桜蔭高等学校から東京大学文科一類に入学。専門課程では法学部第1類（私法コース）へ進学。民法のゼミで法律の面白さを感じ、同大学院法学政治学研究科修士課程へ進学。2005年10月 弁護士登録（東京弁護士会）。あさひ・柏法律事務所に入所。2007年4月よりTMI総合法律事務所勤務。2011年4月 大阪弁護士会登録。2020年1月 同法律事務所カウンセル。

## 著作

### 共著
- （尾藤正憲（編著者）、髙山崇彦（編者））『最新青林法律相談37「民事執行の法律相談」』（青林書院、2021年3月）
- （大阪弁護士協同組合）『弁護士の顔が見える　中小企業法律相談ガイド』（第一法規、2019年4月）
- （鯉沼希朱、藤原道子）『離婚の進め方がよくわかる本』（ナツメ社、2007年4月）